# Grmeč
Grmeč je planina u BiH, koja se proteže sjeverozapadnim dijelom Bosne dužinom oko 70 km između tokova rijeka Une i Sane. Nadvisuje ga njegov najviši vrh u jugoistočnom dijelu zvani Crni vrh s 1605 m nadmorske visine.  U njegovom podnožju proteže se prostrani Podgrmeč s nižim planinskim obroncima, Majdan planine i Srnetice. Naslanjajući se tako na svoja okolna polja kao što su: Bravsko, Petrovačko, Bjelajsko i Lušci polje, te kanjoni i doline kao što je Unska, Japranska i Sanička dolina.
Veća mjesta i gradovi koji ga okružuju su: Bihać, Bosanski Petrovac, Ključ, Sanski Most i Bosanska Krupa.
Visoke planine u okolini Grmeča su: Osječenica (1791m), Klekovača (1961 m), Srnetica (1375 m) i Plješevica (1649 m).

## Klima
Grmeč i njegova okolica područja su pod utjecajem planinske i umjereno kontinentalne klime, ovisno je li se radi o planinskim obroncima ili kotlinama i ravnicama koje ga okružuju. U planinskom dijelu zime su duge, a ljeta svježa. Vremenske prilike Grmeča i njegovih obronaka dirigirane su sa strujanjem toploga zraka koji dolazi s Jadranskoga mora i ohlađenog visinskog sloja koji nastaje nad Grmečom i okolnim planinama koje utječu na česte promjene vremena i temperatura. Prosječna godišnja količina padavina iznosi 1250 mm. Mrazevi su također česta pojava u ovim predjelima. Grmečom puše hladni vjetar sjeverac koji donosi snježne padavine u zimskim mjesecima, a u proljeće i jesen kišu. Snježne padavine u višim predjelima dosta su visoke.

## Hidrografija
Rijeka Sanica nastaje od dva izvora koja izviru ispod sjevernih padina Grmeča. Prvi izvor je s manjim jezerom, a drugo je pećinski izvor. Bosanski Petrovac pitkom vodom snabdijeva se s ovih izvora.
Naselje Risovac, smješteno na padinama Grmeča bogato je vodom. U njemu ima oko stotinu vrela. Neka od tih vrela sastavljaju svoje vode te obrazuju potoke, koji su ponornice. Risovac je na krajnjem sjeverozapadu Petrovačkog polja i predstavlja treću ponorsku zonu polja. Voda se pojavljuje u slivu Une kod Bosanske Krupe, stvarajući poznati izvor rijeke Krušnice.
Periodički tok Vođenica izbija ispod Željeznika (1274 m.) koji je i sabirna oblast vrela. Izvorišna čelenka potoka Vođenice ima preko 50 vrela i taj dio naselja nosi ime Vrela. Najjače vrelo je Stublići a tu su još: Dražići, Crno vrelo, Zanoglina i Pećina vrelo. Potok Vođenica je vodotok s najviše vode u petrovačkom kraju i nekad na njemu je bilo preko 40 vodenica. U vrijeme najvećeg vodostaja gubi vodu u ravni Petrovačkog polja, u Trnjacima.
Potok Suvaja izvire na Grmeču iz dva izvorišna kraka koji su na 1100 m. nadmorske visine. U ovom izvorišnom dijelu, javljaju se skokoviti padovi u dužnom riječnom profilu. Takav pad riječnog korita je i u obliku vodopada Maglaj, koga stanovnici zovu Skakavac. Vodopad je visok 13-15m. i nastao je procesom erozije. Potok Suvaja ukopao se u kamenito korito pa mu na jednom mjestu tok prelazi u klisuru. Za vrijeme maksimalnog protjecanja dolazi do Medenog polja (620 m.) koje mu je ponorska zona iz koje vode otiču podzemnim putem ka slivu rijeke Unca.
Od ostalih većih hidrografskih kapaciteta izdvajaju se rijeke: Vojskova, Japra, i Korčanica koje sve pripadaju Crnomorskome slivu. Od prirodnih jezera treba istaći Saničko i Jabukovačko jezero.

## Vanjske poveznice
|  | Zajednički poslužitelj ima još gradiva o temi Grmeč |